# Kaigani Strait
Kaigani Strait (ook Kaigahnee, Kaigan, Kaijani) is een zeestraat in de Alexanderarchipel in de Alaska Panhandle in het zuidoosten van Alaska in de Verenigde Staten.

## Geografie
De zeestraat ligt tussen het zuidelijk deel van Dall Island in het westen en Long Island in het oosten. De smalle doorgang verbindt Tlevak Strait in het noorden met de Cordova Bay (uitmondend in de Dixon Entrance) in het zuiden. Howkan Narrows is het smalste deel van de doorgang en wordt gekenmerkt door met kelp gemarkeerde riffen van American Bay tot boven Channel Island. De zeestraat wordt weinig gebruikt, behalve door kleine vaartuigen. De Kaigani Harbors zijn drie inkepingen in de kust van Dall Island. American Bay ligt aan de zuidwestkant van Kaigani Strait, 11 kilometer boven Kaigani Point en ongeveer 1,6 kilometer ten zuiden van Howkan.
Het waterlichaam ligt in de mariene ecoregio Noord-Amerikaans Pacifisch Fjordland.

## Geschiedenis
De Inheemse Alaskanen noemen de straat Kalgan, rapporteerde Arvid Adolf Etholén in 1833.
In het begin van de 19e eeuw was de zeestraat een belangrijke ontmoetingsplaats voor maritieme pelshandelsschepen, voornamelijk uit New England, om de Haida-bevolking te ontmoeten en met hen te handelen. Verschillende handelsplaatsen stonden gezamenlijk bekend als Kaigani. Honderden handelsschepen bezochten de plaats tussen ongeveer 1790 en 1850. Haida-mensen brachten bont en andere handelsgoederen uit een groot gebied naar Kaigani.